# Tom Lacoux
Tom Lacoux (Bordeaux, 2002. január 25. –) francia labdarúgó, az Újpest játékosa, középpályás.

## Pályafutása

### Klubcsapatokban

#### Bordeaux
Lacoux 2020. július 5-én kötötte meg első profi szerződését nevelőegyesületével, a Bordeauxxal. 2020. december 23-án mutatkozott be a felnőtt csapatban, a Reims ellen csereként, ahol Yacine Adlit váltotta a 91-ik percben. 2023. augusztus 8-án egész szezonra szóló kölcsönbe került a portugál Famalicãoba. Az ibériai együttesnél 9 bajnokin, és 1 kupamérkőzésen lépett pályára.

#### Újpest
2024. augusztus 19-én jelentették be, hogy miután a Bordeaux csődbe ment, így ingyen csatlakozik a magyar bajnokságban szereplő Újpest csapatához. Augusztus 23-án mutatkozott be a Debrecen ellen csereként. December 8-án megszerezte első találatát lila-fehérben – szintén a hajdúságiak ellen –, amely három pontot ért csapatának.